# Фрідріх II (король Пруссії)
Фрі́дріх II (нім. Friedrich II.; 24 січня 1712 — 17 серпня 1786) — третій прусський король (1740—1786), маркграф Бранденбурзький, курфюрст Священної Римської імперії (1740—1786). Представник німецької династії Гогенцоллернів. Один із найзначніших німецьких правителів. Народився в Берліні, Пруссія. Син прусського короля Фрідріха-Вільгельма I. До сходження на трон цікавився більше музикою і філософією, ніж політикою та військовою справою; мав конфліктні стосунки із батьком. Як король провів реформи, що укріпили прусську армію, промисловість та освіту країни. Вів затяжні війни з Австрією (1740—1742, 1744—1745, 1756—1763) за Сілезію; здобув її в результаті Семирічної війни. Внаслідок першого поділу Речі Посполитої (1772) приєднав до королівства Польську Пруссію (Західну Пруссію), таким чином об'єднавши усю історичну Пруссію. Змінив власний титул «король в Пруссії» на «король Пруссії» (1772). Захистив Баварію від поглинання Австрією в ході війни за баварську спадщину (1778—1779). Підтримував Просвітництво, був одним із представників освіченого абсолютизму, називав себе «першим слугою держави». Виступав патроном наук та мистецтв, заохочував німецьку еміграцію до Пруссії, проголосив свободу віросповідання, заборонив тортури, допустив до державного управління, судочинства та освіти вихідців з простолюду. Збудував палац Сансусі (1747). Помер бездітним у Потсдамі, Пруссія. Похований у палаці Сансусі. У німецькій традиційній історіографії ХІХ—ХХ століття зображується як національний герой Німеччини, видатний стратег, мудрий і ефективний правитель. Прізвиська — Фрідріх Великий (нім. Friedrich der Große; за перетворення Пруссії на велику європейську державу); «Старий Фріц» (нім. Alter Fritz; за найтриваліше правління серед прусських королів); «картопляний король» (нім. der Kartoffelkönig; за насаджування культури картоплі).

## Біографія

### Дитинство та юність
Син короля Пруссії Фрідріха Вільгельма І та королеви Софії Доротеї Ганноверської, Фрідріх народився у Берліні. Його батько, відомий як «фельдфебель (воїн) на троні», Фрідріх Вільгельм створив «непереможну армію» i підтримував централізацію влади в його руках. Також, Фрідріх Вільгельм був відомий своїм незвичайним характером. Він бив чоловіків палицею в обличчя та штовхав жінок ногами на вулицях Бранденбурга, обґрунтовуючи це своїм релігійним запалом. Його дружина, Софія, навпаки була відома своїми пристойними манерами. Її батько Георг, Курфюрст Ганновера, був спадкоємцем королеви Великої Британії Анни Стюарт. Георг зійшов на трон Великої Британії як король Георг І Ганновер у 1714 р.
Народження Фрідріха було сприйняте більш ніж з захопленням його дідом, прусським королем королем Фрідріхом І (який був тоді правителем) через те, що на той час уже двоє з його онуків померли незадовго після народження. «Фельдфебель на троні» хотів, щоб його сини і дочки були навчені не як члени королівських родин, а як прості люди. Фрідріх Вільгельм був вихований французькою гувернанткою Мадам де Руколь, пізніше знаною як Мадам де Монтбайль, і він хотів, щоб вона також наглядала і вчила його дітей (в манері шкіл для людей середнього класу), серед них — майбутнього Фрідріха ІІ. Оскільки майбутній король був вихований гугеноткою-гувернанткою та іншими французькими вченими в Пруссії, він вчив французьку та німецьку мови паралельно.
Хоча Фрідріха Вільгельма виростили в ортодоксальному дусі кальвінізму, він не думав, що він та його сім'я були серед обраних, які повинні були потрапити на небо. З цієї причини, король наказав не навчати свого сина теорії визначеності (кальвіністської богословської доктрини котра вчить, що кожна людина ще перед народженням обрана потрапити в рай або в пекло). Фрідріх ніколи не захоплювався релігією (а як потім зізнався, був атеїстом) та все ж, він вивчив цю заповідь кальвінізму принаймні для того, щоб розізлити свого батька, з яким він не був у найкращих стосунках.

### Кронпринц

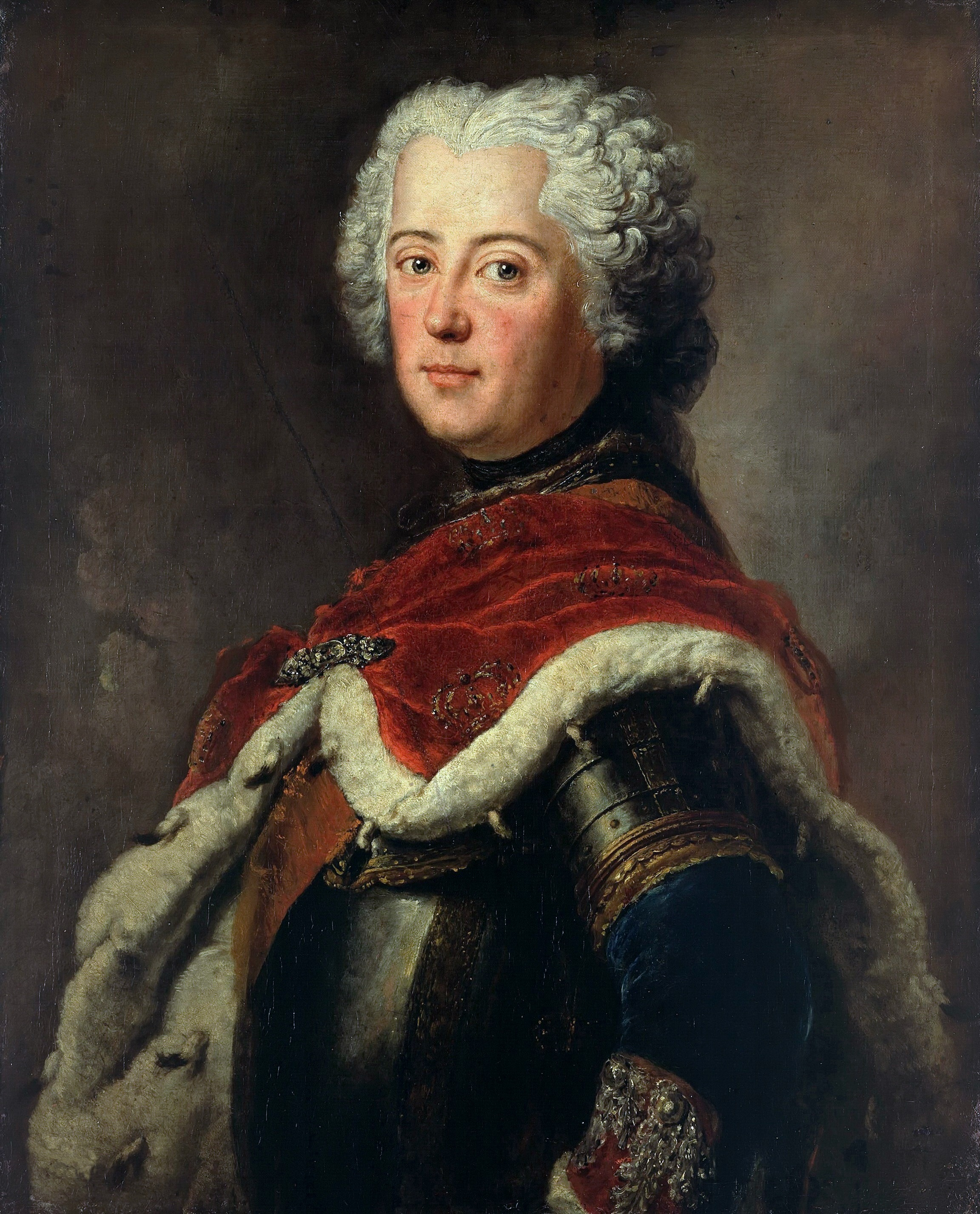
Фрідріх II невдовзі після коронації

На початку 1730-х років королева Софія Доротея спробувала провести паралельні шлюби для свого сина з Амелією Ганновер та своєї дочки Вільгельміни з Фрідріхом Ганноверським, обоє Амелія та Фрідріх Ганноверські були дітьми Георга ІІ, короля Великої Британії. Боячись альянсу Пруссії та Англії, фельдмаршал Фрідріх Генріх фон Зекендорф, австрійський посол у Берліні, підкупив фельдмаршала фон Ґрумбкова (міністра військових сил) та Беньяміна Рейхенбаха (прусського посла у Лондоні). Ця парочка розповсюджувала плітки при дворах короля Фрідріха Вільгельма та Георга, тим самим нацьковуючи дві королівські родини одна на одну. Завдяки зусиллям фельдмаршала фон Зекендорфа Фрідріх Вільгельм виставив занадто високі вимоги Георгу (віддати Пруссії герцогства Юліха та Берґа), тому ідея шлюбів зазнала невдачі.

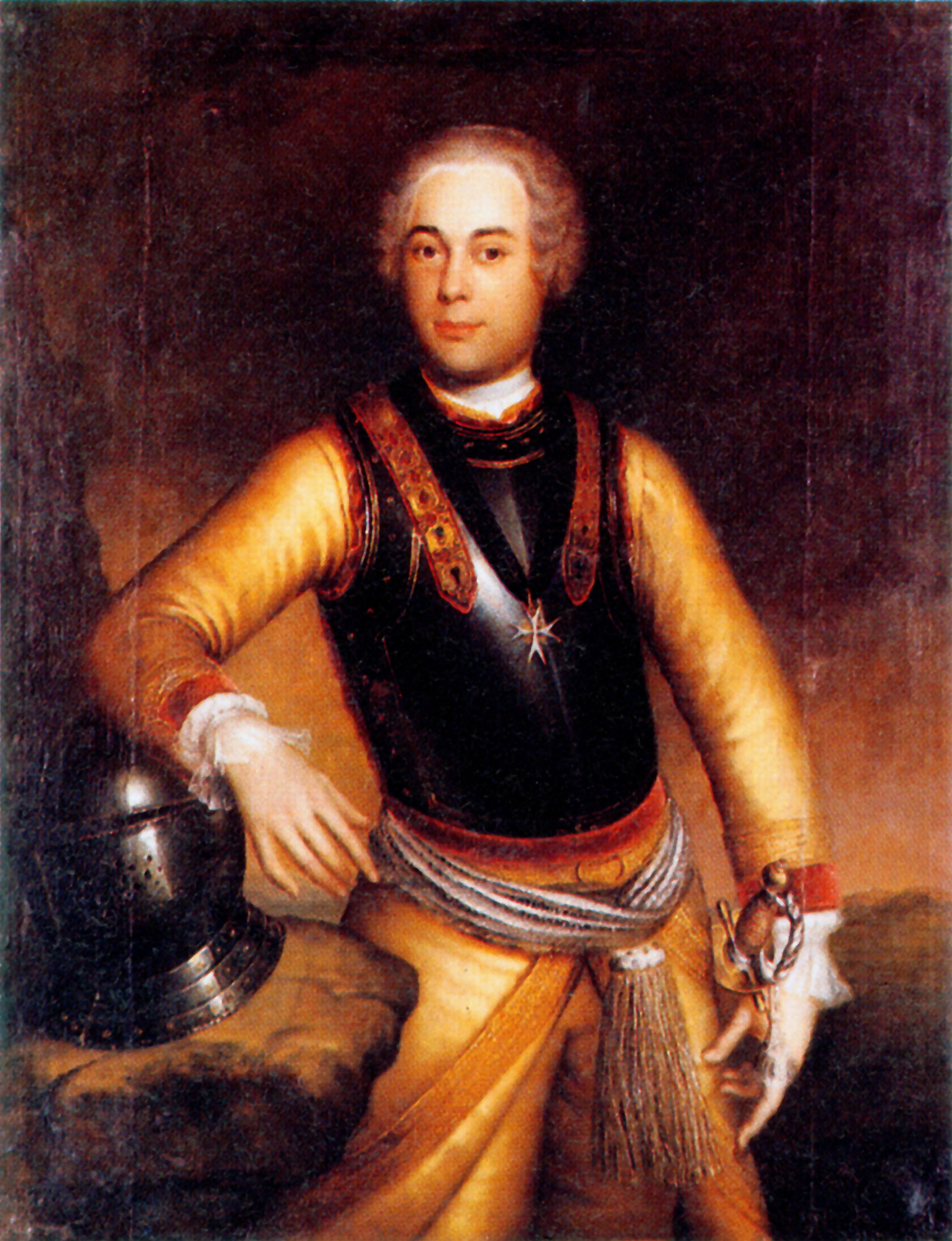
Ганс Герман фон Катте

У своїй сестрі Вільгельміні, з якою він був близький до кінця своїх днів, Фрідріх знайшов важливого союзника. Коли кронпринцу було 16 років, його паж і друг тринадцятирічний Петер Карл Хрістоф Кайт став інформувати його про все, що король робив і планував, оскільки Фрідріх Вільгельм не довіряв своєму сину щодо державних справ. Вільгельміна писала: «невдовзі вони стали нерозлийвода. Кайт був не вчений, але кмітливий. Він був надзвичайно відданий моєму братові та тримав його у курсі всіх подій при дворі».
Втомлений поведінкою свого батька, у 18 років Фрідріх вирішив утекти до Англії разом зі своїм другом (а якщо вірити придворним пліткам і коханцем) Гансом Германом фон Катте та кількома іншими молодими офіцерами армії. Але королівська гвардія уже чекала їх на дорозі до Пфальца. Фрідріх Вільгельм наказав убити молодших офіцерів на місці, а Катте і Фрідріх були заарештовані і посаджені в кюстрінську в'язницю. Король пообіцяв стратити їх обох попри те, що Катте повторно просив у Фрідріха Вільгельма пробачення. Врешті-решт «фельдфебель на троні» вирішив помилувати Фрідріха (бо без нього династія Гогенцоллернів загубила б право на Рейхстаг), але змусив його стати свідком обезголовлення Катте.
Фрідріху було дано королівську амністію, і його випустили з камери 18 листопада, за три місяці після інциденту, проте він втратив усі свої військові титули (старий король вважав це найвищою карою, тому що для нього армія була важливіша за все). Після амністії Фрідріха не пустили назад у Берлін, натомість він залишився під домашнім арештом у Кюстріні. Фрідріха почали навчати дипломатії та військової стратегії для Міністерства військових сил і Міністерства внутрішніх справ уже 20 листопада під пильним наглядом Фрідріха Вільгельма. Через рік король відвідав свого сина і був задоволений прогресом. Фрідріхові навіть дозволили відвідати Берлін, коли його сестра Вільгельміна виходила заміж за маркграфа Фрідріха Байруфського 20 листопада 1731 року. Кронпринц був звільнений з-під опікунства в Кюрстені 26 лютого 1732 року.
Фрідріх Вільгельм розглядав можливість одружити Фрідріха з Єлизаветою фон Мекленбурґ-Шверін, племінницею імператриці Росії Анни, але проти цієї ідеї гаряче заперечував Принц Євгеній Савойський. Сам Фрідріх пропонував одружитися з Марією Терезією Австрійською, якщо остання відмовиться від спадщини і влади de facto. Натомість, Євгеній переконав короля Пруссії, (знову використовуючи Зекендорфа), що кронпринц повинен одружитися з Єлизаветою-Христиною Брауншвейською — протестантською родичкою імперських Габсбургів. Попри те, що він написав своїй сестрі: «між мною та цією жінкою не може бути ані кохання, ані дружби», і те, що він розмірковував про самогубство, Фрідріх погодився прийняти шлюб 12 червня 1733 року. Коли Фрідріх був вибраний королем і зберіг корону Гогенцоллернській династії, він не дозволив Єлизаветі відвідувати його двір у Потсдамі, подарувавши їй Палац Шонхґаузен та апартаменти у міському палаці Штадтшлосі. Фрідріх нагородив свого брата Августуса Вільгельма титулом «принц Пруссії» — спадкоємець престолу. Незважаючи на все це, Єлизавета залишилась вірною своєму чоловіку. Фрідріх був відновлений в своєму армійському званні — полковник полку фон дер Ґольтца, штаби якого були під Науеном та Нойруппіном. Коли Пруссія забезпечила Австрію військовим контингентом під час Війни за польську спадщину, Фрідріх навчався тактиці під проводом принца Євгенія Савойського в кампаніях у Франції та на Рейні. Фрідріх Вільгельм I, ослаблений подагрою, якою він захворів під час кампаній Війни за польську спадщину, подарував Фрідріху Райнзбергський палац, на півночі від Нойруппіна. У Райнзберзі Фрідріх зібрав кілька десятків музикантів, акторів, та інших митців. Він проводив свій вільний час читаючи класиків Греції та Риму, відвідуючи вистави, пишучи і слухаючи музику, і вважав цей час найщасливішим у його житті.
Твір Нікколо Макіавеллі «Державець» був вивчений на пам'ять майже всіма правителями того часу, які вірили що політика Макіавеллі була найуспішнішою для деспотів. Але, незважаючи на популярну думку в Європі, у 1739 р. Фрідріх дописав свою книгу «Анти-Маккіавеллі» яка була анонімно опублікована у 1740 р. і з великим успіхом поширена Вольтером у Нідерландах.
Роки, коли Фрідріх приділяв більше уваги мистецтву, ніж політиці, закінчились на смертному ложі Короля Фрідріха Вільгельма I Пруссії.

### Король
Ще до того як Фрідріх став королем, Жан Лерон Д'Аламбер сказав йому: «Філософи та вчені мужі з усіх королівств, Ваша Світлосте, уже давно вважають вас лідером та патроном». Д'Аламберові слова були правдиві, але така прихильність була спричинена політичною ситуацією. Той, хто не міг бути його другом, ставав його ворогом. Коли Фрідріх зійшов на трон і здобув титул «король в Пруссії» у 1740 році, Пруссія складалась з розкиданих провінцій, серед них: герцогство Кліф, графство Марк, графство Рейвенсберг на півночі Священної Римської Імперії; Маркграфство Бранденбург, Близька Померанія, Далека Померанія на сході Імперії; та те, що колись було Прусським герцогством, (не на території Імперії) на кордоні Польсько-Литовської держави. Його титул був король в Пруссії, оскільки його королівство покривало тільки частину історичної Пруссії; Фрідріх стане королем Пруссії тільки після захоплення більшості залишків у 1772 році.

#### Війни з Австрією

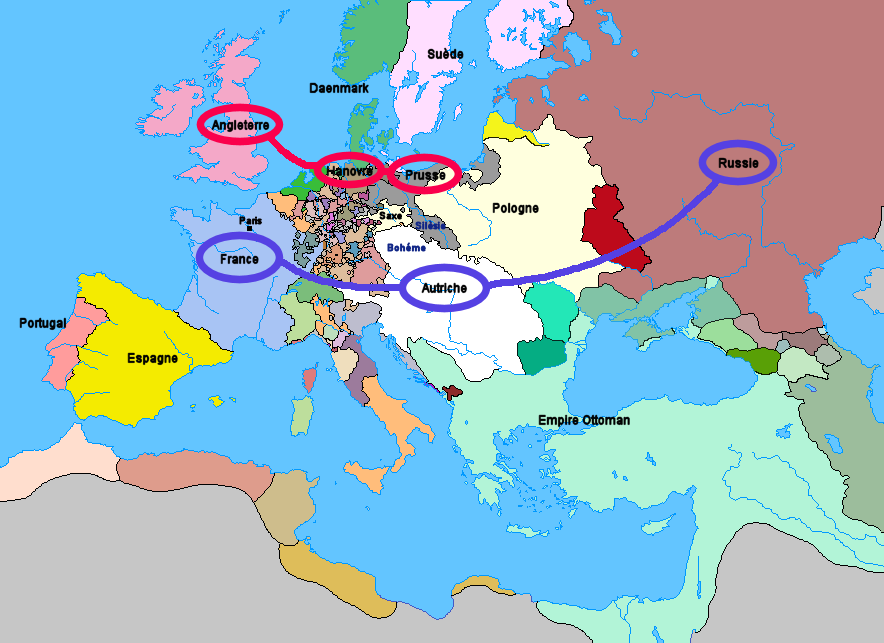
Союзи часів Семирічної війни.

Мета Фрідріха була модернізувати і об'єднати його вразливе королівство; під кінець свого правління він в основному боровся з Австрією, чия Габсбургська династія правила Священною Римською Імперією майже безперервно з XV століття до 1806 р. Фрідріх зробив Пруссію п'ятою (і найменшою) європейською великою державою використовуючи ресурси, які йому залишив ощадливий батько.
Прагнучи завоювати процвітаючу австрійську провінцію Сілезію, Фрідріх відмовився підтверджувати Прагматичну санкцію — дипломатичний механізм, створений, щоб забезпечити спадщину Габсбургських володінь Марії Терезі. Він був занепокоєний тим, що Август III, король Польщі, курфюрст Саксонії, бажав об'єднати свої різнорідні землі, завойовуючи Сілезію. Прусський король напав на територію в той же рік, коли він зійшов на престол, виправдовуючи це вторгнення несприятливим Бжегським договором 1537 р. між Гогенцоллернською та П'ястською династіями. Перша сілезька Війна (1740—1742; частина Війни за австрійську Спадщину) призвела до переходу провінції в руки Фрідріха (за винятком австрійської Сілезії). Австрія спробувала повернути цю землю в Другій сілезькій війні (1744—1745), але Фрідріх знову переміг і змусив Австрію притримуватись попереднього мирного договору. Володіння Сілезією дало Пруссії контроль над Одрою.

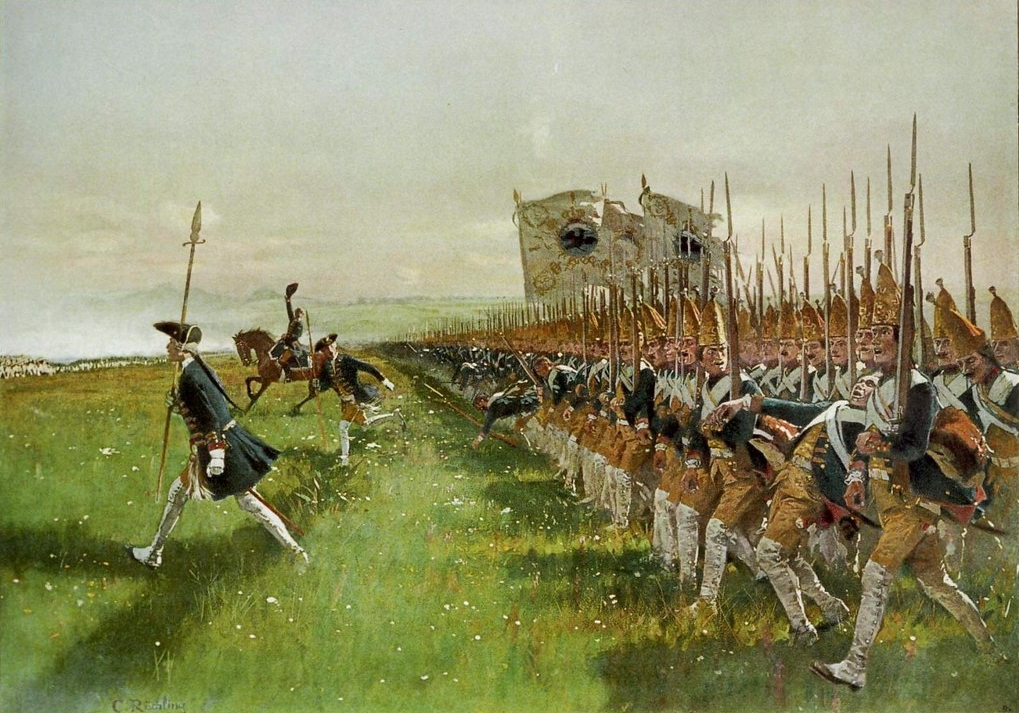
Прусська піхота у Битві під Гогенфрідбергом

Габсбургська Австрія та Бурбонська Франція, традиційні вороги, об'єднались під час Дипломатичної революції 1756 року. Поки сусідні країни змовлялися проти нього, Фрідріх був рішуче налаштований атакувати першим. 29 серпня 1756 р. його добре підготовлена армія перейшла кордон Саксонії, розпочавши Семирічну війну (1756—1763). Виступаючи проти коаліції Австрії, Франції, Росії, Саксонії та Швеції, та маючи тільки Велику Британію та Ганновер на своїй стороні, Фрідріх ледве втримав свої земельні та військові позиції. Несподівана смерть імператриці Росії Єлизавети, яка одразу ж була названа дивом Бранденбурзької династії, призвела до розпаду анти-прусської коаліції. Хоча Фрідріх не здобув нових земель після підписання Губертусбурзького миру, його спроможність утримати Сілезію зробила його відомим і популярним серед німецьких князівств.
Пізніше під час свого правління, Фрідріх II брав участь у низькобюджетній Війні за баварську спадщину в 1778 році, у якій він поклав кінець австрійським спробам обміняти Австрійські Нідерланди на Баварію. Коли у 1784 році Йосиф II Австрійський спробував повторити цю схему, Фрідріх створив Фюрстенбунд — «лігу князів», чим зробив себе ідолом для багатьох німців, захисником вільних націй.
Нерідко Фрідріх особисто вів своє військо в битву. За його життя шість коней були застрелені з королем верхи. Фрідріха часто називають найвидатнішим тактичним генієм свого часу за його спроможність перемагати в битвах, де опонент переважав у кількості. У листі до своєї матері Марії Терези, Йосип II написав: «Складається враження, що Король Пруссії прочитав всі існуючі посібники з військової тактики. Коли він говорить про мистецтво війни, його слова короткі та чіткі. Багатомовність пропадає, він знаходить докази, щоб обґрунтувати свої твердження історично, а він знається в історії… Геній і людина, що розмовляє з природженим авторитетом, і все, що він каже, може перехитрити навіть найдосвідченішого шахрая».
Наполеон Бонапарт вбачав у Фрідріху найвидатнішого майстра польової тактики всіх часів і черпав у нього натхнення. Після перемоги Наполеона над Четвертою коаліцією в 1807, імператор Франції відвідав могилу Фрідріха у Потсдамі і сказав своїм офіцерам: «Панове, якщо б цей чоловік був ще живий, я б лежав у могилі замість нього».
Найважливіші та найрішучіші перемоги Фрідріха були: Битва під Гогенфрідбергом, Битва при Росбаху та Битва при Лейтені.

#### Перший поділ Речі Посполитої

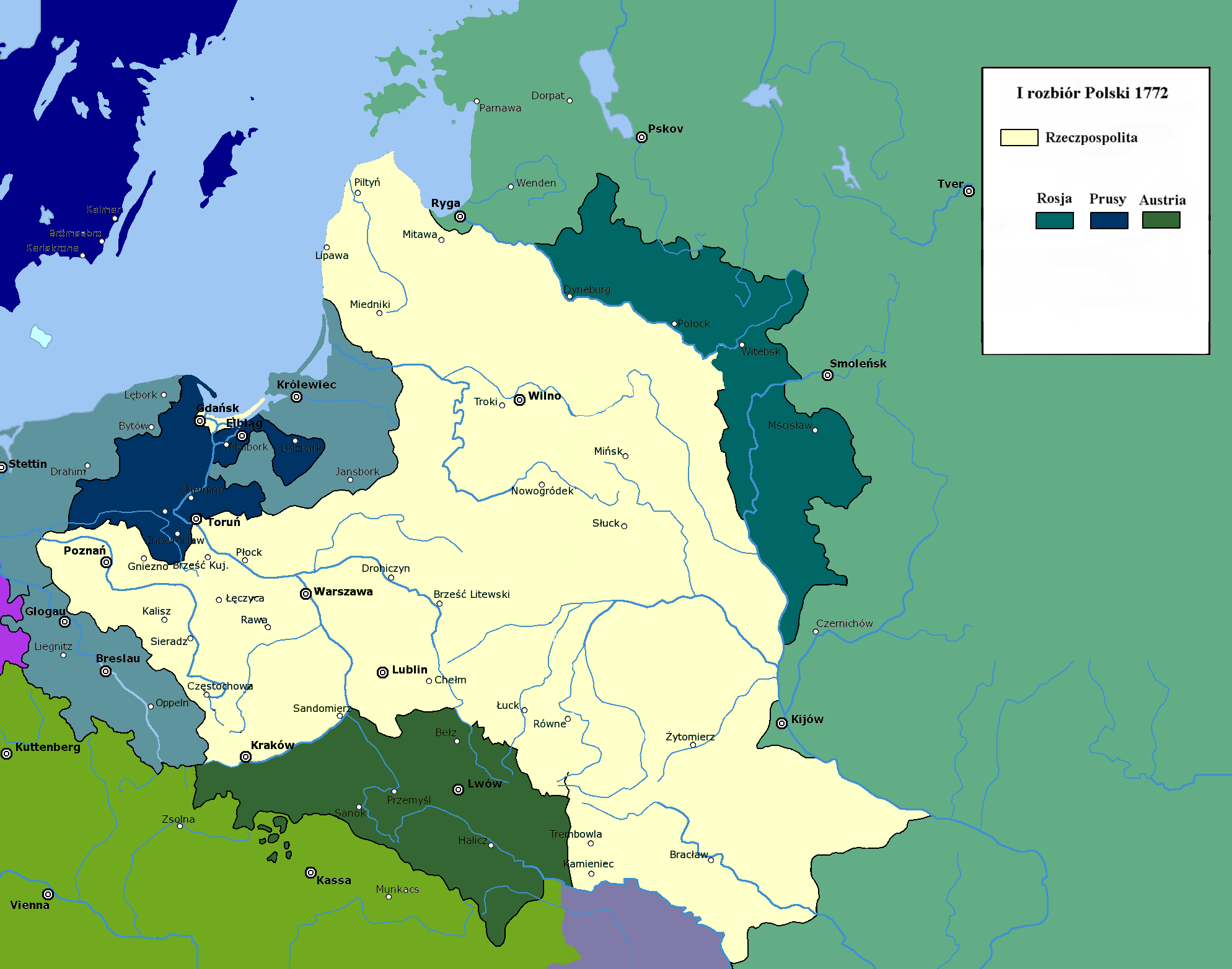
Перший поділ Речі Посполитої:
Землі, що відійшли до Пруссії

Імператриця Катерина II зійшла на престол в 1762 році після вбивства її чоловіка Петра III. Катерина була запеклим ворогом Пруссії, а Фрідріх, у свою чергу, не схвалював те, що Річ Посполита дозволила російським військам вільно переходити її кордон під час Семирічної Війни. Незважаючи на взаємну неприязнь двох монархів, Фрідріх і Катерина підписали захисний альянс 11 квітня 1764 р., який гарантував Пруссії контроль над Сілезією за прусську допомогу Росії проти Австрії або Османської Імперії. Про-катерининський кандидат на польський престол, Станіслав Август Понятовський був обраний королем Польсько-Литовського Королівства у вересні того ж року.
Фрідріха турбувало, що Росія набула небаченого до того впливу над Польщею після Репніновського Сейму 1767 р., результати якого загрожували добробуту Пруссії, Австрії й Османської Туреччини. У російсько-турецькій війні 1768—1774 років, Фрідріх неохоче підтримав Катерину (він не хотів, щоб Росія стала ще сильнішою через турецькі надбання), давши їй субсидію в 300 000 рублів. Король Пруссії успішно відновив дружні стосунки з Імператором Йосифом і його канцлером Кауніцом. Ще у 1731 році Фрідріх запропонував, в листі до Фельдмаршала Дубіслава Ґнеомара фон Натзмера, завоювати Польську Пруссію з метою об'єднати історичну землю під Гогенцоллернами.
Брат Фрідріха, Генріх Прусський, провів зиму 1770—1771 рр. в ролі представника Фрідріха при санкт-петербурзькому дворі Катерини II. Оскільки Австрія приєднала до своїх володінь 13 міст у Спиші (польському регіоні) в 1769 році, Катерина та її радник генерал Іван Чернишов запропонували Фрідріху взяти частину польських земель (наприклад Вармію) на користь Пруссії. Після того, як Генріх розповів Фрідріху про цю пропозицію, прусський король висунув пропозицію поділити польські землі між Австрією, Пруссією, та Росією. Натомість Кауніц пообіцяв Фрідріху більшу частину земель в обмін на повернення Пруссією Сілезії на користь Австрії, але Фрідріх відмовився.
Коли Росія завоювала дунайські князівства, Генріх переконав Марію Терезію та Фрідріха, що стабільність можна зберегти тільки через потрійний поділ Речі Посполитої. Під час Першого Поділу Речі Посполитої у 1772 році, Фрідріх проголосив польську провінцію Королівську Пруссію (Західну Пруссію) своєю. Пруссія приєднала до своїх земель 20 000 км² і 600 000 мешканців. Надбання Західної Пруссії дало Фрідріху контроль над Віслою. Марія Терезія була категорично проти цього, але врешті-решт погодилася; Фрідріх це прокоментував так: «Вона плаче, але погоджується».
Фрідріх негайно почав покращувати інфраструктуру нової території. Польські адміністративні закони замінили прусською системою, освіта покращилася; 750 шкіл було побудовано з 1772—1775 рр. У західнопрусських школах викладали і римо-католицькі й протестантські вчителі, які заохочували учнів вчити і німецьку і польську мови. Фрідріх також порадив його наступникам вивчити польську, ця традиція існувала в династії Гогенцоллернів майже до кінця XIX століття, коли Фрідріх III наказав не навчати мови Вільгельма II.
Тим не менш, Фрідріх дивився на нових західнопрусських підданих зі зневагою. Він глузував зі шляхти, численної польської знаті, й писав, що Польща мала «найгірший уряд у Європі за винятком Туреччини». Він вважав Західну Пруссію настільки ж нецивілізованою, як колоніальну Канаду, далеку частину Британської імперії й порівнював поляків з індіанським племенем ірокезів. У листі до Генріха, Фрідріх написав про цю провінцію так: «Це дуже вигідне надбання з фінансової та політичної точки зору. Щоб збуджувати менше заздрості, я кажу всім, що коли я туди поїхав, все, що я бачив це — пісок, соснові дерева та євреї». Незважаючи на німецьку зневагу до поляків, у Фрідріха були деякі польські друзі, такі як архієпископ Ігнацій Красицький, якого прусський король попросив освятити берлінський собор святої Гедвіґи у 1773 році.

#### Модернізація
Фрідріх спромігся перетворити Пруссію з європейської околиці в економічно сильну і політично реформовану країну. Сілезію було придбано з метою забезпечення процвітаючої прусської індустрії необробленими матеріалами та ресурсами, потрібними для будівництва та модернізації. Король захищав ці індустрії високими тарифами та мінімальними обмеженнями вітчизняного ринку. Побудовано іригаційні канали між Віслою та Одрою, осушено численні місцеві болота, запроваджено в рільництво нові овочі — ріпу та картоплю. Фрідріх II за власний кошт купив найкращі ірландські бульби і запропонував їх селянам безкоштовно. Він також влаштовував ярмарки, на яких пригощав усіх охочих стравами з картоплі. Згодом з'явилася легенда, що король наказав засадити картоплею свої власні землі, заборонив викопувати на них бульби і для переконливості виставив охорону. Мовляв, після цього заздрісні місцеві селяни почали викрадати картоплю таємно, вночі, коли вартових (за королівським розпорядженням, зрозуміло) відправляли спати. З допомогою французьких експертів Фрідріх установив нову податкову систему, яка приносила більше доходів державі, ніж попередня. Фрідріх Великий доручив Йоганну Ернсту Ґотзковському сприяти міжнародній торгівлі та, щоб створити конкуренцію Франції, побудувати шовковий завод, де працювало б 1500 осіб. Одербрюх, регіон на берегах Одри приєднано до прусського королівства без військового конфлікту.

## Сім'я
- Батько: Фрідріх-Вільгельм I
- Мати: Софія-Доротея Ганноверська — донька Георга I, короля Великої Британії.

## Особисте життя
Майже напевно, що Фрідріх Великий був переважно гомосексуалом і що його сексуальна орієнтація була центральною в його житті. Однак характер його фактичних стосунків залишається спекулятивним.
Незважаючи на те, що він одружився за домовленістю, Фредерік не народив дітей, і його спадкоємцем став його племінник. Його улюбленими придворними були виключно чоловіки, а його колекція творів мистецтва прославляла гомоеротику. Постійні чутки про те, що король пов’язувався з гомосексуальними зв’язками, циркулювали Європою ще за його життя, але остаточних доказів будь-яких його сексуальних стосунків, гомосексуальних чи інших, збереглося менше.  У липні 1750 року прусський король дражливо написав своєму секретарю-гею та читачеві Клоду Етьєну Дарже: «Мій геморой ніжно вітає твого члена», що переконливо свідчить про те, що він мав сексуальні стосунки з чоловіками.